# Љаноски дугоноси оклопник
Dasypus sabanicola је сисар из реда Cingulata и фамилије Dasypodidae. 

## Угроженост
Ова врста је наведена као последња брига, јер има широко распрострањење и честа је врста.

## Распрострањење
Врста је присутна у Венецуели и Колумбији.

## Станиште
Станишта врсте су саване, жбунаста вегетација и екосистеми ниских трава и шумски екосистеми. 